# Lockyer (Mondkrater)
Lockyer ist ein Einschlagkrater im Süden der Mondvorderseite, westlich des großen Kraters Janssen und nordöstlich von Pitiscus.
Der Krater ist nur wenig erodiert, der Kraterboden ist eben.
| Buchstabe | Position           | Durchmesser | Link |
| --------- | ------------------ | ----------- | ---- |
| A         | 44,13° S, 30,96° O | 10 km       |      |
| F         | 47,61° S, 36,42° O | 20 km       |      |
| G         | 45,7° S, 33,31° O  | 24 km       |      |
| H         | 44,5° S, 32,39° O  | 32 km       |      |
| J         | 45,08° S, 32,2° O  | 12 km       |      |

Der Krater wurde 1935 von der IAU nach dem britischen Astrophysiker Joseph Norman Lockyer offiziell benannt.